# Kavākī
Kavākī (persiska: کواکی) är en ort i Iran.   Den ligger i provinsen Nordkhorasan, i den nordöstra delen av landet, 600 km öster om huvudstaden Teheran. Kavākī ligger 1 434 meter över havet och antalet invånare är 700.
Terrängen runt Kavākī är kuperad åt sydväst, men åt nordost är den platt. Runt Kavākī är det ganska glesbefolkat, med 38 invånare per kvadratkilometer. Närmaste större samhälle är Fārūj, 14,7 km nordost om Kavākī. Omgivningarna runt Kavākī är i huvudsak ett öppet busklandskap.